# Мирјана Јоковић
Мирјана Јоковић (Титово Ужице, 24. новембар 1967) српска је глумица.

## Биографија
Мирјана је своје ране године провела у Замбији, где је њен отац радио као индустријски инжењер. Дипломирала је на Академији драмских уметности у Београду, а неке од колега у класи били су јој Драган Бјелогрлић, Милорад Мандић, Дарко Томовић, Срђан Тодоровић, Весна Тривалић, Слободан Нинковић и Драган Петровић. Почела је да глуми у Народном позоришту и Југословенском драмском позоришту у Београду, као и у филмовима и на телевизији. Позната је по улогама као што су: Дина, у телевизијском серијалу и филму Заборављени и Адријана у филму Стршљен. Од 1993. године живи и ради у САД. Добитница је „Златне арене” за најбољу главну женску улогу у Пули за улогу у филму Граница 1990. године. Тренутно је запослена као директорка глумачке перформансе, а уједно ради и као наставница глуме на Калифорнијском факултету уметности, у близини Лос Анђелеса.

## Улоге
| Год.       | Назив                            | Улога           |
| ---------- | -------------------------------- | --------------- |
| 1970-те    |                                  |                 |
| 1979.      | Последња трка                    | Зрна            |
| 1980-те    |                                  |                 |
| 1982.      | Тесна кожа                       | ученица         |
| 1983.      | Последње совуљаге и први петли   | Ивана           |
| 1984.      | Камионџије опет возе             | Јаретова унука  |
| 1984.      | Камионџије 2                     | Јаретова унука  |
| 1986.      | Приче са краја ходника           | Млада трудница  |
| 1986.      | Сиви дом                         | Калифорнија     |
| 1988.      | Заборављени                      | Дина            |
| 1988.      | Пут на југ                       | Јана/Анита      |
| 1989.      | Време чуда                       | Марија          |
| 1989.      | Време чуда                       | Марија          |
| 1989.      | Songlines                        |                 |
| 1989.      | Eversmile, New Jersey            | Естела          |
| 1990-те    |                                  |                 |
| 1990.      | Заборављени                      | Дина            |
| 1990.      | Baal                             |                 |
| 1990.      | Граница                          | Етел            |
| 1991.      | Српкиња                          | Добрила Корић   |
| 1991.      | Мала                             | Милица          |
| 1994.      | Вуковар, једна прича             | Ана             |
| 1995.      | Подземље                         | Наталија Зовков |
| 1995.      | Liability Crisis                 | Дуња            |
| 1996.      | Била једном једна земља          | Наталија Зовков |
| 1997.      | Три летња дана                   | Соња            |
| 1998.      | Стршљен                          | Адријана        |
| 1998.      | Буре барута                      | Ана             |
| 1998.      | Side Streets                     | Елена Исковеску |
| 2000.е     |                                  |                 |
| 2000.      | A Better Way to Die              | Салви           |
| 2002.      | Private Property                 | Тес             |
| 2002.      | Maid in Manhattan                | собарица        |
| 2007–2008. | Вратиће се роде                  | Сања            |
| 2009.      | Роде у магли                     | Сања            |
| 2010-те    |                                  |                 |
| 2013.      | На Мидлтону                      | професорка Рили |
| 2016.      | Име: Добрица, презиме: непознато | Емануела        |
| 2019.      | Easy Land                        | Јасна           |
| 2020-те    |                                  |                 |
| 2023.      | Позив (ТВ серија)                | Аница Рељић     |
| 2023.      | Живи и здрави                    |                 |